# Commission électorale nationale indépendante (république démocratique du Congo)
Ne doit pas être confondu avec Commission électorale nationale indépendante (république du Congo).
Pour les articles homonymes, voir Commission électorale nationale indépendante et CEI.

Logo de la CEI.

La Commission électorale nationale indépendante (CENI ou Céni, appelée CEI jusqu’en mars 2011) est l'une des « institutions d'appui à la démocratie » de la République Démocratique du Congo, créée à la suite de la Constitution de la transition et l'Accord global et inclusif. Cet organisme de droit public congolais est autonome tant administrativement que financièrement[réf. nécessaire].

## Histoire
La constitution créé une commission chargée de conduire les premières élections démocratiques  en RDC depuis 1960. L'article 154 de la constitution créé la commission, qui est composée de vingt et un membre, les membres. Le président nommé par la société civile et sa notification est ratifiée par l'Assemblée Nationale et les autres commissaires sont désignés conjointement  par différentes entités du dialogue intercongolais et doivent être également ratifiés par l'Assemblée Nationale . 
La Commission électorale nationale indépendante (CENI), appelée CEI jusqu'en mars 2011, a pour mandat « de garantir des élections libres et démocratiques ». Composée de 21 membres, elle est présidée par l'abbé Malu Malu. Elle organise en premier lieu le référendum constitutionnel les 18 et 19 décembre 2005.

### Élection présidentielle de 2016
En septembre 2015, la Cour constitutionnelle de la RDC invalide le calendrier électoral de la CENI, pour cause de fichier électoral incomplet. Ce dernier prévoyait que plusieurs autres scrutins aient lieu d'ici à l'élection, prévue en novembre 2016.
Fin 2016, il est révélé par le banquier et lanceur d'alerte Jean-Jacques Lumumba dans le quotidien belge Le Soir que son ancien employeur, la banque BGFIBank, aurait accordé des prêts illégaux à la CENI, alors que celle-ci avait été mise à l'index pas la banque centrale congolaise pour ne pas avoir réussi à payer tous ses fournisseurs. Il soupçonne alors l'entourage du président Joseph Kabila, très proche de la direction de BGFIBank RDC, d'avoir détourné l'argent de ces prêts (qui se sont élevés à 7,5 millions d'euros entre mai et septembre 2016), alors que la CENI se plaignait régulièrement de manquer de fonds pour assurer ses fonctions. Elle n'avait notamment pas assez de moyens pour faire un recensement complet de l'électorat congolais, la poussant à reporter plusieurs fois l'élection présidentielle, permettant à Joseph Kabila de rester au pouvoir pendant 2 ans après l'expiration de son mandat,.
L'élection sera initialement reportée au 23 décembre 2018.

### Élection présidentielle de 2018
Félix Tshisekedi est proclamé vainqueur de l'élection le 10 janvier 2019 par la CENI.
En 2020, la Société civile électorale (Educiel) désigne Denis Kadima pour succéder à Corneille Nangaa à la tête de la CENI, sa candidature est ignorée. Mais porté par l'Église kimbanguiste en 2021,, il est le choix de six des huit confessions religieuses congolaises (les communautés musulmane, kimbanguiste et salutiste, ainsi que les Églises orthodoxe, du réveil et indépendante), contre les Églises catholique et protestante du pays, qui l'accusent d'être trop proche du président Félix Tshisekedi. Sa candidature est aussi contestée par certains mouvements de la population et par les alliances politiques de l'ancien président Joseph Kabila et de Moïse Katumbi. Les représentants confessionnels n'arrivent pas à trouver un consensus et l'Assemblée nationale entérine le choix de Denis Kadima le 16 octobre 2021,. Le président Tshisekedi signe l'ordonnance de nomination le 22 octobre.

## Présidents
- l’abbé Apollinaire Malu Malu, 2003-février 2011
- le pasteur Daniel Ngoyi Mulunda, février 2011-juin 2013
- l'abbé Apollinaire Malu Malu, (juin 2013-octobre 2015) [18]
- Corneille Nangaa, (2015-2021)[19]
- Denis Kadima, depuis 2021